# 30. Dáil
Der 30.  Dáil wurde am 24. Mai 2007 gewählt. Insgesamt 166 Abgeordnete (Teachtaí Dála) wurden in 43 Wahlkreisen mit dem Verfahren der übertragbaren Einzelstimmgebung (single transferable vote) bestimmt.

## Wahlausgang
siehe: Wahlen zum Dáil Éireann 2007

Sitzverteilung im 30. Dáil

Fianna Fáil und Fine Gael waren die stärksten Kräfte im Dáil. Der Dáil Éireann kam erstmals am 14. Juni 2007 zur konstituierenden Sitzung zusammen. Als Vorsitzender des Dáils (Ceann Comhairle) wurde John O’Donoghue (bis 2009), dann ab 2009 Séamus Kirk (Fianna Fáil) gewählt. Seine Vertretung (Leas-Cheann Comhairle) wurde John O’Donoghue (Fianna Fáil).
Bertie Ahern wurde zum Taoiseach gewählt. Er bildete die Regierung Ahern III, die von Fianna Fáil, Progressive Democrats und der Green Party getragen wurde. Brian Cowen wurde Tánaiste.
Am 7. Mai 2008 wurde Brain Cowen zum Taoiseach gewählt und bildete die Regierung Cowen mit Mary Coughlan als Tánaiste.
Oppositionsführer (Ceannaire an Fhreasúra) wurde Enda Kenny von der Fine Gael.
| Partei | Partei                | Vorsitzende/r im Dáil                 | Mai 2007: gewählte Teachtaí Dála | Jan. 2011: Teachtaí Dála | Veränderung |
| ------ | --------------------- | ------------------------------------- | -------------------------------- | ------------------------ | ----------- |
|        | Fianna Fáil           | Bertie Ahern zugleich Taoiseach       | 78                               | 71                       | −7          |
|        | Fine Gael             | Enda Kenny zugleich Oppositionsführer | 51                               | 51                       | −           |
|        | Labour Party          | Pat Rabbitte                          | 20                               | 20                       | –           |
|        | Green Party           | Trevor Sargent                        | 6                                | 6                        | –           |
|        | Sinn Féin             | Gerry Adams                           | 4                                | 5                        | +1          |
|        | Progressive Democrats | Mary Harney                           | 2                                | –                        | −2          |
|        | Unabhängige           |                                       | 5                                | 8                        | +3          |
|        | Ceann Comhairle       |                                       | −                                | 1                        | +1          |
|        | vakant                |                                       | −                                | 4                        | +4          |
| Gesamt | Gesamt                | 166                                   | 166                              | 166                      | –           |

## Teachtaí Dála
| Wahlkreis               | Name                     | Partei (Teilgruppe) | Partei (Teilgruppe)              | Partei (Teilgruppe)              | Partei (Teilgruppe)              | Im Amt seit       |
| Wahlkreis               | Name                     | Start of Dáil term  | Start of Dáil term               | Current                          | Current                          | Im Amt seit       |
| ----------------------- | ------------------------ | ------------------- | -------------------------------- | -------------------------------- | -------------------------------- | ----------------- |
| Carlow–Kilkenny         | Matthew J. Nolan         |                     | Fianna Fáil                      | Fianna Fáil                      | Fianna Fáil                      | 6. Juni 2002      |
| Carlow–Kilkenny         | John McGuinness          |                     | Fianna Fáil                      | Fianna Fáil                      | Fianna Fáil                      | 26. Juni 1997     |
| Carlow–Kilkenny         | Mary Alexandra White     |                     | Green Party                      | Green Party                      | Green Party                      | 14. Juni 2007     |
| Carlow–Kilkenny         | Phil Hogan               |                     | Fine Gael                        | Fine Gael                        | Fine Gael                        | 29. Juni 1989     |
| Carlow–Kilkenny         | Bobby Aylward            |                     | Fianna Fáil                      | Fianna Fáil                      | Fianna Fáil                      | 26. Juni 1997     |
| Cavan–Monaghan          | Margaret Conlon          |                     | Fianna Fáil                      | Fianna Fáil                      | Fianna Fáil                      | 14. Juni 2007     |
| Cavan–Monaghan          | Seymour Crawford         |                     | Fine Gael                        | Fine Gael                        | Fine Gael                        | 14. Dezember 1992 |
| Cavan–Monaghan          | Brendan Smith            |                     | Fianna Fáil                      | Fianna Fáil                      | Fianna Fáil                      | 14. Dezember 1992 |
| Cavan–Monaghan          | Rory O’Hanlon            |                     | Fianna Fáil                      | Fianna Fáil                      | Fianna Fáil                      | 5. Juli 1977      |
| Cavan–Monaghan          | Caoimhghín Ó Caoláin     |                     | Sinn Féin                        | Sinn Féin                        | Sinn Féin                        | 26. Juni 1997     |
| Clare                   | Pat Breen                |                     | Fine Gael                        | Fine Gael                        | Fine Gael                        | 6. Juni 2002      |
| Clare                   | Joe Carey                |                     | Fine Gael                        | Fine Gael                        | Fine Gael                        | 14. Juni 2007     |
| Clare                   | Tony Killeen             |                     | Fianna Fáil                      | Fianna Fáil                      | Fianna Fáil                      | 14. Dezember 1992 |
| Clare                   | Timmy Dooley             |                     | Fianna Fáil                      | Fianna Fáil                      | Fianna Fáil                      | 14. Juni 2007     |
| Cork East               | Michael Ahern            |                     | Fianna Fáil                      | Fianna Fáil                      | Fianna Fáil                      | 9. März 1982      |
| Cork East               | Seán Sherlock            |                     | Labour                           | Labour                           | Labour                           | 14. Juni 2007     |
| Cork East               | David Stanton            |                     | Fine Gael                        | Fine Gael                        | Fine Gael                        | 26. Juni 1997     |
| Cork East               | Ned O’Keeffe             |                     | Fianna Fáil                      | Fianna Fáil                      | Fianna Fáil                      | 14. Dezember 1982 |
| Cork North-Central      | Kathleen Lynch           |                     | Labour                           | Labour                           | Labour                           | 6. Juni 2002      |
| Cork North-Central      | Bernard Allen            |                     | Fine Gael                        | Fine Gael                        | Fine Gael                        | 30. Juni 1981     |
| Cork North-Central      | Noel O’Flynn             |                     | Fianna Fáil                      | Fianna Fáil                      | Fianna Fáil                      | 26. Juni 1997     |
| Cork North-Central      | Billy Kelleher           |                     | Fianna Fáil                      | Fianna Fáil                      | Fianna Fáil                      | 26. Juni 1997     |
| Cork North-West         | Michael Creed            |                     | Fine Gael                        | Fine Gael                        | Fine Gael                        | 14. Juni 2007     |
| Cork North-West         | Batt O’Keeffe            |                     | Fianna Fáil                      | Fianna Fáil                      | Fianna Fáil                      | 10. März 1987     |
| Cork North-West         | Michael Moynihan         |                     | Fianna Fáil                      | Fianna Fáil                      | Fianna Fáil                      | 26. Juni 1997     |
| Cork South-Central      | Simon Coveney            |                     | Fine Gael                        | Fine Gael                        | Fine Gael                        | 3. November 1998  |
| Cork South-Central      | Micheál Martin           |                     | Fianna Fáil                      | Fianna Fáil                      | Fianna Fáil                      | 29. Juni 1989     |
| Cork South-Central      | Michael McGrath          |                     | Fianna Fáil                      | Fianna Fáil                      | Fianna Fáil                      | 14. Juni 2007     |
| Cork South-Central      | Deirdre Clune            |                     | Fine Gael                        | Fine Gael                        | Fine Gael                        | 14. Juni 2007     |
| Cork South-Central      | Ciarán Lynch             |                     | Labour                           | Labour                           | Labour                           | 14. Juni 2007     |
| Cork South-West         | Jim O’Keeffe             |                     | Fine Gael                        | Fine Gael                        | Fine Gael                        | 5. Juli 1977      |
| Cork South-West         | Patrick Joseph Sheehan   |                     | Fine Gael                        | Fine Gael                        | Fine Gael                        | 14. Juni 2007     |
| Cork South-West         | Christy O’Sullivan       |                     | Fianna Fáil                      | Fianna Fáil                      | Fianna Fáil                      | 14. Juni 2007     |
| Donegal North-East      | Niall Blaney             |                     | Fianna Fáil                      | Fianna Fáil                      | Fianna Fáil                      | 6. Juni 2002      |
| Donegal North-East      | Jim McDaid               |                     | Fianna Fáil                      | Fianna Fáil                      | Fianna Fáil                      | 29. Juni 1997     |
| Donegal North-East      | Joe McHugh               |                     | Fine Gael                        | Fine Gael                        | Fine Gael                        | 14. Juni 2007     |
| Donegal South-West      | Dinny McGinley           |                     | Fine Gael                        | Fine Gael                        | Fine Gael                        | 9. März 1982      |
| Donegal South-West      | Mary Coughlan            |                     | Fianna Fáil                      | Fianna Fáil                      | Fianna Fáil                      | 10. März 1987     |
| Donegal South-West      | Pat „the Cope“ Gallagher |                     | Fianna Fáil                      | Fianna Fáil                      | Fianna Fáil                      | 6. Juni 2002      |
| Dublin Central          | Bertie Ahern             |                     | Fianna Fáil                      | Fianna Fáil                      | Fianna Fáil                      | 5. Juli 1977      |
| Dublin Central          | Joe Costello             |                     | Labour                           | Labour                           | Labour                           | 6. Juni 2002      |
| Dublin Central          | Tony Gregory             |                     | Independent                      |                                  | verstorben am 2. Januar 2009     | 9. März 1982      |
| Dublin Central          | Cyprian Brady            |                     | Fianna Fáil                      | Fianna Fáil                      | Fianna Fáil                      | 14. Juni 2007     |
| Dublin Mid-West         | John Curran              |                     | Fianna Fáil                      | Fianna Fáil                      | Fianna Fáil                      | 6. Juni 2002      |
| Dublin Mid-West         | Paul Gogarty             |                     | Green Party                      | Green Party                      | Green Party                      | 6. Juni 2002      |
| Dublin Mid-West         | Mary Harney              |                     | Progressive Democrats            | Progressive Democrats            | Progressive Democrats            | 6. Juni 2002      |
| Dublin Mid-West         | Joanna Tuffy             |                     | Labour                           | Labour                           | Labour                           | 14. Juni 2007     |
| Dublin North            | Michael Kennedy          |                     | Fianna Fáil                      | Fianna Fáil                      | Fianna Fáil                      | 14. Juni 2007     |
| Dublin North            | James Reilly             |                     | Fine Gael                        | Fine Gael                        | Fine Gael                        | 14. Juni 2007     |
| Dublin North            | Darragh O’Brien          |                     | Fianna Fáil                      | Fianna Fáil                      | Fianna Fáil                      | 14. Juni 2007     |
| Dublin North            | Trevor Sargent           |                     | Green Party                      | Green Party                      | Green Party                      | 14. Dezember 1992 |
| Dublin North-Central    | Richard Bruton           |                     | Fine Gael                        | Fine Gael                        | Fine Gael                        | 9. März 1982      |
| Dublin North-Central    | Finian McGrath           |                     | Unabhängiger (Independent Group) | Unabhängiger (Independent Group) | Unabhängiger (Independent Group) | 6. Juni 2002      |
| Dublin North-Central    | Seán Haughey             |                     | Fianna Fáil                      | Fianna Fáil                      | Fianna Fáil                      | 14. Dezember 1992 |
| Dublin North-East       | Terence Flanagan         |                     | Fine Gael                        | Fine Gael                        | Fine Gael                        | 14. Juni 2007     |
| Dublin North-East       | Tommy Broughan           |                     | Labour                           | Labour                           | Labour                           | 14. Dezember 1992 |
| Dublin North-East       | Michael Woods            |                     | Fianna Fáil                      | Fianna Fáil                      | Fianna Fáil                      | 5. Juli 1977      |
| Dublin North-West       | Noel Ahern               |                     | Fianna Fáil                      | Fianna Fáil                      | Fianna Fáil                      | 14. Dezember 1992 |
| Dublin North-West       | Pat Carey                |                     | Fianna Fáil                      | Fianna Fáil                      | Fianna Fáil                      | 26. Juni 1997     |
| Dublin North-West       | Róisín Shortall          |                     | Labour                           | Labour                           | Labour                           | 14. Dezember 1992 |
| Dublin South            | Alan Shatter             |                     | Fine Gael                        | Fine Gael                        | Fine Gael                        | 14. Juni 2007     |
| Dublin South            | Olivia Mitchell          |                     | Fine Gael                        | Fine Gael                        | Fine Gael                        | 26. Juni 1997     |
| Dublin South            | Eamon Ryan               |                     | Grüne                            | Grüne                            | Grüne                            | 6. Juni 2002      |
| Dublin South            | Séamus Brennan           |                     | Fianna Fáil                      | Fianna Fáil                      | Fianna Fáil                      | 30. Juni 1981     |
| Dublin South            | Tom Kitt                 |                     | Fianna Fáil                      | Fianna Fáil                      | Fianna Fáil                      | 10. März 1987     |
| Dublin South-Central    | Catherine Byrne          |                     | Fine Gael                        | Fine Gael                        | Fine Gael                        | 14. Juni 2007     |
| Dublin South-Central    | Aengus Ó Snodaigh        |                     | Sinn Féin                        | Sinn Féin                        | Sinn Féin                        | 6. Juni 2002      |
| Dublin South-Central    | Mary Upton               |                     | Labour                           | Labour                           | Labour                           | 27. Oktober 1999  |
| Dublin South-Central    | Michael Mulcahy          |                     | Fianna Fáil                      | Fianna Fáil                      | Fianna Fáil                      | 6. Juni 2002      |
| Dublin South-Central    | Seán Ardagh              |                     | Fianna Fáil                      | Fianna Fáil                      | Fianna Fáil                      | 26. Juni 1997     |
| Dublin South-East       | Lucinda Creighton        |                     | Fine Gael                        | Fine Gael                        | Fine Gael                        | 14. Juni 2007     |
| Dublin South-East       | John Gormley             |                     | Green Party                      | Green Party                      | Green Party                      | 26. Juni 1997     |
| Dublin South-East       | Chris Andrews            |                     | Fianna Fáil                      |                                  | Sinn Féin (ab 2012)              | 14. Juni 2007     |
| Dublin South-East       | Ruairi Quinn             |                     | Labour                           | Labour                           | Labour                           | 9. März 1982      |
| Dublin South-West       | Brian Hayes              |                     | Fine Gael                        | Fine Gael                        | Fine Gael                        | 14. Juni 2007     |
| Dublin South-West       | Pat Rabbitte             |                     | Labour                           | Labour                           | Labour                           | 29. Juni 1989     |
| Dublin South-West       | Conor Lenihan            |                     | Fianna Fáil                      | Fianna Fáil                      | Fianna Fáil                      | 26. Juni 1997     |
| Dublin South-West       | Charlie O’Connor         |                     | Fianna Fáil                      | Fianna Fáil                      | Fianna Fáil                      | 6. Juni 2002      |
| Dublin West             | Brian Joseph Lenihan     |                     | Fianna Fáil                      | Fianna Fáil                      | Fianna Fáil                      | 2. April 1996     |
| Dublin West             | Joan Burton              |                     | Labour                           | Labour                           | Labour                           | 6. Juni 2002      |
| Dublin West             | Leo Varadkar             |                     | Fine Gael                        | Fine Gael                        | Fine Gael                        | 14. Juni 2007     |
| Dún Laoghaire           | Seán Barrett             |                     | Fine Gael                        | Fine Gael                        | Fine Gael                        | 14. Juni 2007     |
| Dún Laoghaire           | Barry Andrews            |                     | Fianna Fáil                      | Fianna Fáil                      | Fianna Fáil                      | 6. Juni 2002      |
| Dún Laoghaire           | Mary Hanafin             |                     | Fianna Fáil                      | Fianna Fáil                      | Fianna Fáil                      | 26. Juni 1997     |
| Dún Laoghaire           | Eamon Gilmore            |                     | Labour                           | Labour                           | Labour                           | 29. Juni 1989     |
| Dún Laoghaire           | Ciarán Cuffe             |                     | Green Party                      | Green Party                      | Green Party                      | 6. Juni 2002      |
| Galway East             | Paul Connaughton senior  |                     | Fine Gael                        | Fine Gael                        | Fine Gael                        | 30. Juni 1981     |
| Galway East             | Ulick Burke              |                     | Fine Gael                        | Fine Gael                        | Fine Gael                        | 14. Juni 2007     |
| Galway East             | Noel Treacy              |                     | Fianna Fáil                      | Fianna Fáil                      | Fianna Fáil                      | 20. Juli 1982     |
| Galway East             | Michael P. Kitt          |                     | Fianna Fáil                      | Fianna Fáil                      | Fianna Fáil                      | 14. Juni 2007     |
| Galway West             | Pádraic McCormack        |                     | Fine Gael                        | Fine Gael                        | Fine Gael                        | 29. Juni 1989     |
| Galway West             | Michael D. Higgins       |                     | Labour                           | Labour                           | Labour                           | 10. März 1987     |
| Galway West             | Noel Grealish            |                     | Progressive Democrats            | Progressive Democrats            | Progressive Democrats            | 6. Juni 2002      |
| Galway West             | Frank Fahey              |                     | Fianna Fáil                      | Fianna Fáil                      | Fianna Fáil                      | 26. Juni 1997     |
| Galway West             | Éamon Ó Cuív             |                     | Fianna Fáil                      | Fianna Fáil                      | Fianna Fáil                      | 14. Dezember 1992 |
| Kerry North             | Martin Ferris            |                     | Sinn Féin                        | Sinn Féin                        | Sinn Féin                        | 6. Juni 2002      |
| Kerry North             | Jimmy Deenihan           |                     | Fine Gael                        | Fine Gael                        | Fine Gael                        | 10. März 1987     |
| Kerry North             | Thomas McEllistrim       |                     | Fianna Fáil                      | Fianna Fáil                      | Fianna Fáil                      | 6. Juni 2002      |
| Kerry South             | John O’Donoghue          |                     | Fianna Fáil                      | Fianna Fáil                      | Fianna Fáil                      | 10. März 1987     |
| Kerry South             | Tom Sheahan              |                     | Fine Gael                        | Fine Gael                        | Fine Gael                        | 14. Juni 2007     |
| Kerry South             | Jackie Healy-Rae         |                     | Independent (Rural Group)        | Independent (Rural Group)        | Independent (Rural Group)        | 26. Juni 1997     |
| Kildare North           | Áine Brady               |                     | Fianna Fáil                      | Fianna Fáil                      | Fianna Fáil                      | 14. Juni 2007     |
| Kildare North           | Michael Fitzpatrick      |                     | Fianna Fáil                      | Fianna Fáil                      | Fianna Fáil                      | 14. Juni 2007     |
| Kildare North           | Bernard Durkan           |                     | Fine Gael                        | Fine Gael                        | Fine Gael                        | 14. Dezember 1982 |
| Kildare North           | Emmet Stagg              |                     | Labour                           | Labour                           | Labour                           | 10. März 1987     |
| Kildare South           | Jack Wall                |                     | Labour                           | Labour                           | Labour                           | 26. Juni 1997     |
| Kildare South           | Seán Power               |                     | Fianna Fáil                      | Fianna Fáil                      | Fianna Fáil                      | 29. Juni 1989     |
| Kildare South           | Seán Ó Fearghaíl         |                     | Fianna Fáil                      | Fianna Fáil                      | Fianna Fáil                      | 6. Juni 2002      |
| Laois–Offaly            | Brian Cowen              |                     | Fianna Fáil                      | Fianna Fáil                      | Fianna Fáil                      | 14. Juni 1984     |
| Laois–Offaly            | Charles Flanagan         |                     | Fine Gael                        | Fine Gael                        | Fine Gael                        | 14. Juni 2007     |
| Laois–Offaly            | Seán Fleming             |                     | Fianna Fáil                      | Fianna Fáil                      | Fianna Fáil                      | 26. Juni 1997     |
| Laois–Offaly            | Olwyn Enright            |                     | Fine Gael                        | Fine Gael                        | Fine Gael                        | 6. Juni 2002      |
| Laois–Offaly            | John Moloney             |                     | Fianna Fáil                      | Fianna Fáil                      | Fianna Fáil                      | 26. Juni 1997     |
| Limerick East           | Michael Noonan           |                     | Fine Gael                        | Fine Gael                        | Fine Gael                        | 30. Juni 1981     |
| Limerick East           | Willie O’Dea             |                     | Fianna Fáil                      | Fianna Fáil                      | Fianna Fáil                      | 9. März 1982      |
| Limerick East           | Kieran O’Donnell         |                     | Fine Gael                        | Fine Gael                        | Fine Gael                        | 14. Juni 2007     |
| Limerick East           | Jan O’Sullivan           |                     | Labour                           | Labour                           | Labour                           | 11. März 1998     |
| Limerick East           | Peter Power              |                     | Fianna Fáil                      | Fianna Fáil                      | Fianna Fáil                      | 6. Juni 2002      |
| Limerick West           | Niall Collins            |                     | Fianna Fáil                      | Fianna Fáil                      | Fianna Fáil                      | 14. Juni 2007     |
| Limerick West           | John Cregan              |                     | Fianna Fáil                      | Fianna Fáil                      | Fianna Fáil                      | 6. Juni 2002      |
| Limerick West           | Dan Neville              |                     | Fine Gael                        | Fine Gael                        | Fine Gael                        | 26. Juni 1997     |
| Longford–Westmeath      | James Bannon             |                     | Fine Gael                        | Fine Gael                        | Fine Gael                        | 14. Juni 2007     |
| Longford–Westmeath      | Peter Kelly              |                     | Fianna Fáil                      | Fianna Fáil                      | Fianna Fáil                      | 6. Juni 2002      |
| Longford–Westmeath      | Mary O’Rourke            |                     | Fianna Fáil                      | Fianna Fáil                      | Fianna Fáil                      | 14. Juni 2007     |
| Longford–Westmeath      | Willie Penrose           |                     | Labour                           | Labour                           | Labour                           | 14. Dezember 1992 |
| Louth                   | Dermot Ahern             |                     | Fianna Fáil                      | Fianna Fáil                      | Fianna Fáil                      | 6. Juni 2002      |
| Louth                   | Arthur Morgan            |                     | Sinn Féin                        | Sinn Féin                        | Sinn Féin                        | 6. Juni 2002      |
| Louth                   | Fergus O’Dowd            |                     | Fine Gael                        | Fine Gael                        | Fine Gael                        | 6. Juni 2002      |
| Louth                   | Séamus Kirk              |                     | Fianna Fáil                      | Fianna Fáil                      | Fianna Fáil                      | 14. Dezember 1982 |
| Mayo                    | Dara Calleary            |                     | Fianna Fáil                      | Fianna Fáil                      | Fianna Fáil                      | 14. Juni 2007     |
| Mayo                    | Enda Kenny               |                     | Fine Gael                        | Fine Gael                        | Fine Gael                        | 11. Dezember 1975 |
| Mayo                    | Beverley Flynn           |                     | Independent (Regional Group)     | Independent (Regional Group)     | Independent (Regional Group)     | 26. Juni 1997     |
| Mayo                    | John O’Mahony            |                     | Fine Gael                        | Fine Gael                        | Fine Gael                        | 14. Juni 2007     |
| Mayo                    | Michael Ring             |                     | Fine Gael                        | Fine Gael                        | Fine Gael                        | 14. Juni 1994     |
| Meath East              | Shane McEntee            |                     | Fine Gael                        | Fine Gael                        | Fine Gael                        | 11. März 2005     |
| Meath East              | Thomas Byrne             |                     | Fianna Fáil                      | Fianna Fáil                      | Fianna Fáil                      | 14. Juni 2007     |
| Meath East              | Mary Wallace             |                     | Fianna Fáil                      | Fianna Fáil                      | Fianna Fáil                      | 29. Juni 1989     |
| Meath West              | Damien English           |                     | Fine Gael                        | Fine Gael                        | Fine Gael                        | 6. Juni 2002      |
| Meath West              | Noel Dempsey             |                     | Fianna Fáil                      | Fianna Fáil                      | Fianna Fáil                      | 10. März 1987     |
| Meath West              | Johnny Brady             |                     | Fianna Fáil                      | Fianna Fáil                      | Fianna Fáil                      | 26. Juni 1997     |
| Roscommon–South Leitrim | Frank Feighan            |                     | Fine Gael                        | Fine Gael                        | Fine Gael                        | 14. Juni 2007     |
| Roscommon–South Leitrim | Denis Naughten           |                     | Fine Gael                        | Fine Gael                        | Fine Gael                        | 26. Juni 1997     |
| Roscommon–South Leitrim | Michael Finneran         |                     | Fianna Fáil                      | Fianna Fáil                      | Fianna Fáil                      | 6. Juni 2002      |
| Sligo–North Leitrim     | Jimmy Devins             |                     | Fianna Fáil                      | Fianna Fáil                      | Fianna Fáil                      | 6. Juni 2002      |
| Sligo–North Leitrim     | John Perry               |                     | Fine Gael                        | Fine Gael                        | Fine Gael                        | 26. Juni 1997     |
| Sligo–North Leitrim     | Eamon Scanlon            |                     | Fianna Fáil                      | Fianna Fáil                      | Fianna Fáil                      | 14. Juni 2007     |
| Tipperary North         | Noel Coonan              |                     | Fine Gael                        | Fine Gael                        | Fine Gael                        | 14. Juni 2007     |
| Tipperary North         | Máire Hoctor             |                     | Fianna Fáil                      | Fianna Fáil                      | Fianna Fáil                      | 6. Juni 2002      |
| Tipperary North         | Michael Lowry            |                     | Independent (Regional Group)     | Independent (Regional Group)     | Independent (Regional Group)     | 10. März 1987     |
| Tipperary South         | Mattie McGrath           |                     | Fianna Fáil                      | Fianna Fáil                      | Fianna Fáil                      | 14. Juni 2007     |
| Tipperary South         | Martin Mansergh          |                     | Fianna Fáil                      | Fianna Fáil                      | Fianna Fáil                      | 14. Juni 2007     |
| Tipperary South         | Tom Hayes                |                     | Fine Gael                        | Fine Gael                        | Fine Gael                        | 30. Juni 2001     |
| Waterford               | John Deasy               |                     | Fine Gael                        | Fine Gael                        | Fine Gael                        | 6. Juni 2002      |
| Waterford               | Brian O’Shea             |                     | Labour                           | Labour                           | Labour                           | 29. Juni 1989     |
| Waterford               | Martin Cullen            |                     | Fianna Fáil                      | Fianna Fáil                      | Fianna Fáil                      | 14. Dezember 1992 |
| Waterford               | Brendan Kenneally        |                     | Fianna Fáil                      | Fianna Fáil                      | Fianna Fáil                      | 14. Juni 2007     |
| Wexford                 | John Browne              |                     | Fianna Fáil                      | Fianna Fáil                      | Fianna Fáil                      | 14. Dezember 1982 |
| Wexford                 | Brendan Howlin           |                     | Labour                           | Labour                           | Labour                           | 10. März 1987     |
| Wexford                 | Paul Kehoe               |                     | Fine Gael                        | Fine Gael                        | Fine Gael                        | 6. Juni 2002      |
| Wexford                 | Michael William D’Arcy   |                     | Fine Gael                        | Fine Gael                        | Fine Gael                        | 14. Juni 2007     |
| Wexford                 | Seán Connick             |                     | Fianna Fáil                      | Fianna Fáil                      | Fianna Fáil                      | 14. Juni 2007     |
| Wicklow                 | Andrew Doyle             |                     | Fine Gael                        | Fine Gael                        | Fine Gael                        | 14. Juni 2007     |
| Wicklow                 | Joe Behan                |                     | Fianna Fáil                      |                                  | Independent (Regional Group)     | 14. Juni 2007     |
| Wicklow                 | Dick Roche               |                     | Fianna Fáil                      | Fianna Fáil                      | Fianna Fáil                      | 26. Juni 1997     |
| Wicklow                 | Billy Timmins            |                     | Fine Gael                        | Fine Gael                        | Fine Gael                        | 26. Juni 1997     |
| Wicklow                 | Liz McManus              |                     | Labour                           | Labour                           | Labour                           | 14. Dezember 1992 |